# Laccaria laccata
Laccaria laccata (Scop.) Cooke, Grevillea 12(no. 63): 70 (1884)
è un fungo di piccola taglia, abbastanza comune, appartenente alla famiglia Tricholomataceae.

## Descrizione della specie

### Cappello
1-4,5 di diametro, convesso poi appianato e spesso depresso al centro
marginein curvato da giovane poi rivolto in alto e spesso eroso, ondulato, striato in trasparenza, dentellato
cuticolaigrofana, di colore bruno-arancio assume colorazioni più chiare per la siccità, fibrillosa, finemente forforacea

### Lamelle
Adnate, a volte subdecorrenti, larghe, spaziate, rosastre-vinacee, con il filo intero, intercalate da lamellule.

### Gambo
3-6 x 0,2-0,6 cm, cilindrico, a volte leggermente ingrossato alla base, cartilagineo, con la superficie fibrillosa-striata negli esemplari giovani, concolore al cappello, con micelio bianco alla base, velo assente.

## Carne
Sottile, leggermente tenace ed elastica, concolore al cappello, immutabile.
Odoreleggermente fruttato
Saporeleggermente rafanoide.

## Habitat
Simbionte, stabilisce micorrize con latifoglie o conifere; cresce solitario o in gruppi.

## Reazione chimica
KOHnegativo sul cappello.

## Microscopia
Sporebianche in massa, 7-10 x 7-9 µm, da subglobose a globose, ornate di spine lunghe 1-2 µm, non amiloidi, apicolate
Basiditetrasporici, clavati
Cheilocistidigeneralmente presenti, filamentosi, cilindrici o subclavati, 55 x 7,5 µm.

## Commestibilità
Commestibile, ma di scarso valore alimentare.

## Etimologia
Dal persiano lak = vernice, cioè attinente alla vernice.

## Nomi comuni
- (FR)  Clitocybe laqué
- (EN)  Deceiver, Lackluster laccaria
- (DE)  Rötlicher Lacktrichterling
- (ES)  Lacaria lacada
- (EU)  Lakaria arrunt
- (CA)  Pentinella rosada, Pimpinella morada

## Specie simili
Si può confondere con la mortale Galerina marginata, che ha però le lamelle più ravvicinate, e con alcune specie di Cortinarius di piccola taglia.

## Sinonimi e binomi obsoleti
- Agaricus amethysteus Bull., Herb. Fr. 5: tab. 198 (1785)
- Agaricus farinaceus Huds., Fl. Angl., Edn 2 2: 616 (1778)
- Agaricus incanus Bull., Herb. Fr. 6: tab. 570, fig. L-M (1786)
- Agaricus janthinus Batsch, Elench. fung. (Halle): 79, tab. 5:20 (1783)
- Agaricus laccatus Scop., Fl. carniol., Edn 2 (Wien) 2: 448 (1772)
- Agaricus rosellus Batsch, Elench. fung., cont. prim. (Halle): 121 (1786)
- Camarophyllus laccatus (Scop.) P. Karst., Hattsvampar: 231 (1882)
- Clitocybe laccata (Scop.) P. Kumm., Führ. Pilzk. (Zwickau): 122 (1871)
- Collybia laccata (Scop.) Quél., Flore mycologique de la France et des pays limitrophes: 237 (1888)
- Laccaria affinis (Singer) Bon, Docums Mycol. 13(no. 51): 49 (1983)
- Laccaria amethystea (Bull.) Murrill, N. Amer. Fl. (New York) 10(1): 1 (1914)
- Laccaria anglica (Singer) Bon & Haluwyn, Docums Mycol. 11(no. 44): 22 (1981)
- Laccaria bicolor var. subalpina (Singer) Pázmány, Notulae Botanicae, Horti Agrobotanici Cluj-Napoca 20-21: 14 (1991) [1990-1991]
- Laccaria farinacea (Huds.) Singer, in Singer & Moser, Beih. Sydowia 7: 8 (1973)
- Laccaria scotica (Singer) Bon & Haluwyn, Docums Mycol. 11(no. 44): 23 (1981)
- Laccaria tetraspora var. scotica Singer, Bull. trimest. Soc. mycol. Fr. 83: 114 (1967)
- Omphalia amethystea (Bull.) Gray, Nat. Arr. Brit. Pl. (London) 1: 614 (1821)
- Omphalia farinacea (Huds.) Gray, Nat. Arr. Brit. Pl. (London) 1: 616 (1821)
- Omphalia laccata (Scop.) Quél., Enchir. fung. (Paris): 26 (1886)
- Omphalia rosella (Batsch) Gray, Nat. Arr. Brit. Pl. (London) 1: 613 (1821)
- Russuliopsis laccata (Scop.) J. Schröt., in Cohn, Krypt.-Fl. Schlesien (Breslau) 3.1(33–40): 622 (1889)